# Phyllis Turnbull
Phyllis Burrows Turnbull (Corning, Nueva York,10 de mayo de 1924-Madrid, 9 de julio de 1971) fue una hispanista y profesora de literatura estadounidense, de gran arraigo en España.

## Biografía y trayectoria
Era hija de Marjorie A. Burrows y de William Turnbull.  Se licenció en literatura española en Wheathon College en 1947. En 1949 obtuvo el máster en literatura española en la Universidad de Columbia, en Estados Unidos.
Inició su carrera docente en España en 1947 siendo profesora de inglés del Instituto Internacional, del que más tarde fue directora entre 1955 y 1958. Desde 1949 a 1955 fue profesora de español en el Smith College, y actuó como directora del Smith College Junior Year Abroad en España durante tres años.
En 1961 obtuvo el doctorado en Filosofía y Letras en la Universidad de Madrid. Fue Profesora titular del Departamento de Español de Bryn Mawr College. Durante el curso académico de 1964-1965 fue nombrada 'visiting fellow' en el Institute for Reasearch in the Humanities de la Universidad de Wisconsin.
Incorporada al claustro de Bryn Mawr College como profesora de español, desde esta posición, en 1965, concibió la creación del "Centro de Estudios Hispánicos" y asumió las funciones de Consejera de Estudiantes Extranjeros, siendo nombrada profesora titular en 1970. Esta institución tuvo gran repercusión en la formación de hispanistas.
Vivió en España en Soto del Real durante aproximadamente quince años, donde fue conocida por su gran dedicación a la enseñanza y popularmente conocida como “mis Fillis”.  Su tesis doctoral en poesía contemporánea española fue publicada en el Boletín de la Real Academia Española en 1963, y en 1969 Appleton-Century-Cofts publicó su único libro de texto, llamado Castilla (A Cultural Reader), con Gabriel Celaya. Creo y financió la Biblioteca Infantil del Instituto Internacional.
Durante quince años fue pareja de la poeta Gloria Fuertes, a quien conoció como alumna del Instituto Internacional de los cursos de biblioteconomía e inglés. Parte de la correspondencia entre ambas ha sido publicada. Convivieron en una casa construida por Matilde Ucelay, primera arquitecta española, en Soto del Real, que se convirtió en el centro cultural del municipio madrileño.

## Reconocimientos
Tras su muerte fue realizado un homenaje por su labor docente y como hispanista. En 1976 fue publicado un libro de poemas llamado Poemas y ensayos para un homenaje (a Phyllis Burrows Turbull), por la editorial Tecnos, con prólogo de Willard F. King en el que se recogieron poemas de Vicente Aleixandre, Alonso Zamora Vicente, y otros muchos autores contemporáneos.
En el municipio madrileño de Soto del Real se le dedicó la Calle de Phyllis Turnbull.